# 邁爾斯·霍蘭德
邁爾斯·霍蘭德（英語：Myles Hollander，1941年3月21日—2025年1月27日）是一名美國學術統計學家，在無母數統計、生物統計學和可靠度方面做出了研究貢獻。他出生於紐約州布魯克林。他是佛羅里達州立大學榮譽教授和羅伯特·O·羅頓傑出統計學教授。他是美國統計協會、國際數理統計學會和國際統計學會的會士。霍蘭德於2025年1月27日逝世，享年83歲。

## 外部連結
- Florida State University faculty profile